# A vitorláshajó (Lost)
A vitorláshajó egy epizód a Lost c. televíziós sorozatban.
|  | Alább a cselekmény részletei következnek! |

Az előző részek tartalmából:
Anthony Cooper fiát, Locke-ot becsapva ellopja egyik veséjét. Ezután egy beszélgetésükben azt javasolja John-nak, hogy tegye túl magát a dolgon. Később, mikor John le akarja leplezni gyilkos, hazug apját, Cooper kilöki őt egy 8. emeleti ablakból, de a fia túléli, és tolószékbe kerül. A Szigeten valami csoda folytán Locke ismét tud járni. Ben mindent tud John múltjáról, és előáll a varázsdobozos mesével. Locke erre azzal felel, hogy reméli elfér a dobozban egy tengeralattjáró, mivel fel fogja robbantani, ezzel elvágva Jack és Juliet kiútját a Szigetről. Ben később egy bezárt helységben meglátogatja a megbilincselt John-t, aki már nem reménykedik benne, hogy Ben beszél neki a varázsdobozról. A férfi azzal felel, hogy inkább megmutatja, mi volt benne. Richard kinyitja az ajtót, és Locke meglátja a magkötözött apját, Anthony Cooper-t.
Íme a folytatás:
John éppen egy aktát olvasgat, majd közben odaszól valakinek, hogy ne pazarolja a levegőjét, hiszen senki sem fogja meghallani. Locke végül tűzbe dobja az aktát.
8 nappal ezelőtt: John meglátja a kikötözött apját, és megkérdezi Ben-t, hogy mit jelentsen ez az egész? Ben erre azt feleli, hogy ezt John-nak kell tudnia, hiszen ő hozta az apját a Szigetre. Locke szerint nem ő tette, és megközelíti az apját. Ben figyelmezteti, hogy óvatosan közeledjen, közben Tom elővesz egy sokkolót. John tovább kérdezget, hogy hol találták Cooper-t, és miért vitték a Többiek falujába? Ben ismét azzal válaszol, hogy nem ők tették. Locke leveszi az apja szájáról a rongyot, de Cooper megharapja. Tom rögtön közbelép, és a férfi nyakának nyomja a sokkolót, ezzel kiszabadítva John-t. Cooper megkérdezi John-t, hogy tudja-e hol vannak? Locke és Ben távoznak, Tom pedig bezárkózik Cooperrel a szobába. Ben szerint nincs idejük a férfivel foglalkozni, mert reggel mindannyian elköltöznek egy másik helyre. Felteszi a kérdést John-nak, hogy szeretne-e velük tartani? Locke igennel felel. Ben végezetül elmondja John-nak, hogy hol tartják fogva Kate-t, hátha a férfi el akar búcsúzni tőle.
Kate Sawyer sátrában fekszik, bár a sajátján kívül máshol nem tud aludni, ezért közli a férfivel, hogy átmegy a saját sátrába. Sawyer kissé gúnyosan beleegyezik, de Kate megnyugtatja, hogy ez nem személyi probléma, hanem megszokás. Sawyer megkérdezi, hogy haza kísérje-e őt, de Kate nevetve válaszolja, hogy 5 sátornyira lakik, és egyedül is hazatalál. A férfi elmondja, hogy úgyis vizelnie kell. A biztonság kedvéért azért a pisztolyt is magával viszi. Amint kilép a sátorból, meglátja Hurley-t és Jin-t, majd megkérdezi, hogy mit csinálnak. Hurley visszakérdez, mire Sawyer kiböki, hogy könnyíteni akar magán. Hurley kapva az ötleten, ugyanezt mondja. Sawyer éppen elkezdi végezni a dolgát, amikor hangokat hall. Előkapja a pisztolyt, a dzsungel felé fordul, és meglátja John-t, aki éppen rá világít egy zseblámpával. Locke megkéri James-t, hogy húzza fel a sliccét. James megkérdezi John-t, hogy mit keres a parton. John azt feleli, hogy pont őt, Sawyer-t. A még mindig a pisztolyát John-ra szegező James érdeklődik, hogy Locke miért állt be az ellenség közé? A férfi azt mondja, hogy ő csak beszivárgott közéjük. Sawyer gúnyosan megkérdezi, hogy ezt miért is kellene neki elhinnie? John azzal felel, hogy pár órája elrabolta Ben-t a sátrából, megkötözte, és a dzsungelbe hurcolta. James még mindig nem érti, hogy ezért miért kellett John-nak eljönnie a táborba, és ezt elmondania neki. John szerint ugyanarról az emberről van szó, aki megkínozta, megütötte, megalázta Sawyer-t, és ezért John megkéri James-t, hogy ölje meg Ben-t. Sawyer közli, hogy ő nem gyilkos, ezért Locke-nak kell megölnie a rabját. John elmondja, James-nek, hogy a Többieknek aktáik vannak mindenkiről, és így ő is tudja, hogy Sawyer megölt egy férfit Sydney-ben. Sawyer szerint a róla szóló akta hibás. Locke búcsúzóul közli, hogy ezek szerint hiba volt eljönni Sawyer-ért, és megkéri a férfit, hogy ne mondja el senkinek, hogy a partra jött. James próbálja megállítani John-t, de mivel nem sikerül, kénytelen utána eredni. Locke arcán mosoly jelenik meg, de ezt a másik férfi nem látja.
3 nappal ezelőtt: Locke épp Cindy-nek segít felállítani a sátrat, miközben érdeklődő pillantások vetődnek rá. Cindy elmondja, hogy a Többiek izgatottak, és már jó ideje vártak John-ra. Tom megzavarja a beszélgetést, mivel Ben látni szeretni John-t. A férfi éppen Juliet felvételét hallgatja, amiből Locke is meghall egy részletet. Mikor megkérdezi Ben-t, hogy mi van a szalagon, válaszul azt kapja, hogy Juliet megkeresi a terhes nőket, majd a Többiek elrabolják őket. Ben megígéri, hogy senkinek sem fog bántódása esni, mivel az emberei már gyakorlatosak mások elrablásában. Majd megkéri John-t, hogy adja oda neki a járóbotot. Ben feláll, és elmondja Locke-nak, hogy ezt neki köszönheti, hiszen egy hete még a lábujját sem tudta mozgatni, de amint John feltűnt, rohamosan gyógyulni kezdett, és már alig várja, hogy megmutathassa a Sziget képességeit. De ennek van egy akadálya, mégpedig az, hogy John még nem áll készen. Locke szerint ez nem igaz, ő készen áll, de Ben elmondja neki, hogy az emlékei megnyomorítják, és csak akkor lesz szabad, ha megszabadul az apjától. Szerinte John ezért hozta Cooper-t a Szigetre. Locke gúnyosan felemlegeti a varázsdobozt, és megkéri Ben-t, hogy mutassa meg neki. Ben szerint a varázsdoboz csak egy metafora, és addig nem mutat John-nak semmit, amíg ő be nem bizonyítja, hogy készen áll arra, hogy a Többiek közösségének tagjává váljon. Mindenkinek kell tanúbizonyságot tennie a szabad akaratról, az elkötelezettségről, ha csatlakozni akarnak. Ezért John-nak meg kell ölnie az apját.
Reggel Charlie éppen a konyhában pakol, mikor feltűnik Jack, és megkérdezi, hogy mikor jöttek vissza? Charlie elmondja, hogy hajnal érkeztek, mire Jack megkérdezi, hogy mit csináltak a kempingezés ideje alatt? Charlie azt hazudja, hogy kicsit felfedezgettek, kutatták a távolabbi partokat, és olyan kanbuli féleség volt az egész. Jack megkéri Charlie-t, hogy legközelebb őt is hívják el. A rocksztár a kajával megpakolt rekeszt elviszi Hurley, Desmond és Jin hármasához, akik egy sátorban bújtatják az ejtőernyős nőt. Charlie előjön azzal az ötlettel, hogy el kell mondani a dolgot Jack-nek, és ezzel Hurley is egyetért, mert el kell látni a sebeket. Desmond-nak nem tetszik az ötlet, mivel nem bízik se Jack-ben, sem Juliet-ben. Des szerint, ha vigyáznak Naomira, ő lesz a kiútjuk a Szigetről. Ezért felveti, hogy olyasvalakit kell bevonniuk, akiben bíznak, és tud titkot tartani.
John és Sawyer még mindig gyalogolnak a dzsungelben, utóbbinak ez nehezére esik, mert nem húzott cipőt, és ezt John szóvá is teszi. James megkérdezi Locke-ot, hogy mi állt még a róla szóló aktában? Locke szerint az, hogy a Sawyer még nagyon fiatal volt, mikor meghaltak a szülei, de azt nem írja az akta, hogy miért lőtte le Mr. Ford a feleségét, majd végzett magával is. John együtt érzően megjegyzi, hogy nehéz lehetett James-nek. Sawyer tovább kérdezget az adatokról. Locke sorolja, hogy tudja James középiskolai eredményeit, priuszát, az összes átverését, ami miatt letartóztatták, majd megjegyzi, hogy tudja, hogy az álneve Sawyer. Megkérdezi, hogy miért pont ezt a nevet választotta, mire James előveszi a pisztolyt, és leüti vele John-t, majd Locke saját kését a férfi nyakának szorítva felteszi a kérdéseit, hogy miért nézi őt hülyének, mit akar tőle, hova viszi, miért pont őt, és miért nem végezte el maga Ben kivégzését? John nem mond semmit, csak azt, hogy bízniuk kell egymásban, és hogy James nyugodjon le. Erre Sawyer letorkolja Locke-ot, hogy ne hívja őt James-nek. Majd ismét megkérdezi, hogy miért nem öli meg ő Ben-t? Erre John azt feleli, hogy nem tudja megtenni, és ezért hívta Sawyer-t. James elengedi Locke-ot, de leszögezi, hogy nem öli meg Ben-t, hanem visszaviszik a partra. John ezt megérti, de szerinte a férfi meg fogja gondolni magát, ha meghallja, hogy mit akar mondani a fogoly.
Sayid éppen ás, mikor Hurley odamegy hozzá, és megkérdezi, hogy tud-e titkot tartani? Mint kiderül, őt akarják bevonni a Naomi-ügybe. Sayid megkérdezi, hogy beszéltek-e már a nővel, de Charlie szerint maga akarja hallani a történetet. Az iraki megkérdezi azt is, hogy szóltak-e Jack-nek? Charlie válasza nem volt, és ezt Sayid helyesnek is véli. Sayid bemutatkozik Naomi-nak, majd elkezdi kérdezgetni. Naomi Dorrit elmondja, hogy egy teherhajóról szállt fel, ami kb. 80 mérföldre nyugatra van a Szigettől, s egy keresőcsapat tagja. Sayid megkérdezi, hogy mi a helyzet a repülővel, mármint a gépnek csak egy részét találták-e meg? Naomi azt mondja, hogy az egész gépet megtalálták, Bali partjainál, egy 4 mérföld mély tengeri árokban, és a roncsokat megvizsgálták kis kamerákkal, így látták, hogy az összes utas holtteste ott volt. Sayid enyhén viccesen megjegyzi, hogy nyilvánvalóan nem haltak meg, és megkérdezi a nőt, hogy ha nem őket, akkor kit keresett? Naomi felfedi, hogy Des-t kereste. Sayid ezen meglepődik, de a nő folytatja mondókáját: a cégüket Penelope Widmore bérelte fel, úgy, hogy nem is találkoztak. Penny adott nekik egy koordinátát, így a kutatók GPS-es keresést végeztek, de nem találtak semmit, mert a koordináták az óceán közepére mutattak a nagy semmibe. Naomi elmondja, hogy őrültnek hitték Penelope-t, de 3 nappal a jelenlegi beszélgetés előtt a helikopteres kutatás közben szárazföldet pillantott meg, a műszerek megbolondultak, ő pedig katapultált, mert tudta, hogy le fog zuhanni. Sayid gyanakvóan megkérdezi Desmond-ot, hogy látták-e a helikoptert, erre pedig a férfi nemmel felel. Naomi enyhén felháborodik, hogy hazugnak hiszik. Ezután az iraki érdeklődik, hogy van-e valami kommunikációs eszköz, amivel kapcsolatba tudnak lépni a hajóval? A nő előveszi a telefont, majd odaveti Sayid-nak, hogy emlékeztesse, hogy őt ne mentsék meg.
Locke és Sawyer közben elérnek egy patakot. Előbbi iszik belőle, míg utóbbi belegázol a vízbe, hogy felfrissítse lábait. James érdeklődik, hogy miért fogja Locke szerint megölni Ben-t, ha meghallja a mondanivalóját? Locke közli a férfivel, hogy nem az ő dolga részletezni a dolgot. Sawyer témát vált, és elmondja John-nak, hogy a gyilkosság, ami az aktában állt, véletlen félreértés volt, mert a meggyilkolt férfi nem az volt, akinek Sawyer hitte. John visszakérdez, hogy akkor James kit akart megölni, de a kérdezett kitér a válaszadás elől, és megkérdezi, hogy mikor érnek a célhoz? Locke szerint nemsokára ott lesznek.
3 nappal ezelőtt: Ben az éjszaka közepén felébreszti John-t, mondván, hogy elérkezett az idő. A férfi Locke-ot egy oszlophoz viszi, amihez Cooper oda van kötözve, majd Ben átad egy kést Locke-nak. Ben szerint nem lesz egyszerű, de minél gyorsabb a gyilkosság, annál jobb. A Többiek vezetője kiveszi Cooper szájából a rongyot, aki rögtön sértegetni kezdi fiát, miközben Ben szítja a tüzet John lelkében azzal, hogy felsorolja, miket tett vele az apja. Locke megelégelve apja sértegetéseit, ráüvölt, hogy fogja be. Majd körülnéz, és látja, hogy mindenki kijön a sátrából, és érdeklődve figyelik őt. Ettől elszáll a bátorsága, és közli, hogy gondolkodnia kell. Ben még inkább szítani kezdi John-t, de Cooper sem áll le a sértegetésekkel. Locke megkérdezi Ben-t, hogy miért kell ezt tennie? Ben azt válaszolja, hogy míg Cooper él, addig John csak az a szomorú, szánalmas kisember marad, akit kirúgtak a túlélőtúráról, mert nem tudott járni. Locke végül apja torkának szegezi a kést, de kis idő múlva el is rántja, mert nem képes megölni az apját. Erre Cooper közli a fiával, hogy ő egész héten ott lesz, ha esetleg meggondolná magát. Erre Ben leüti Cooper-t a botjával, és visszaveszi a kést. Majd a Többiekhez fordul, és elnézést kér, mivel John nem az, akinek gondolták. John végül szomorúan elsétál a csalódott, és levert emberek között.
John-ék végül elérik a célt, a Fekete Sziklát. Megkérdezi Sawyer-t, hogy készen áll-e, majd a hajó belsejébe vezeti őt. Sawyer viccesen megkérdezi Locke-ot, hogy ez a hajó az övé-e, erre John a hajó rövid történetével válaszol. James megkérdezi, hogy mi van a dobozokban, Locke pedig figyelmezteti, hogy dinamit a tartalmuk. Ebben a pillanatban egy lezárt kis helységből hangok szűrödnek ki, és James elámulva veszi tudomásul, hogy Ben tényleg fogoly. John éppen nyitja az ajtót, de Sawyer még emlékezteti, hogy nem ölik meg Ben-t, hanem a partra viszik. John ismét beleegyezik, majd beengedi a férfit a fogolyhoz. James besétál, de Locke rázárja az ajtót. Sawyer üvöltözni kezd, és erre még rátesz egy lapáttal a fogoly üvöltése is. A férfi végül odamegy a megláncolt emberhez, és letépi a fejéről a zsákot. És ekkor kiderül, hogy a fogoly nem Ben, hanem Anthony Cooper.
A parton Sayid éppen a telefont próbálja megbütykölni, de kicsit nehéz a dolga, mert egy igen kifinomult szerkezettel áll szemben. Hurley közben megkérdezi, hogy mit gondol arról, hogy megtalálták a holttestüket? Sayid azt válaszolja, hogy egyszerre egy dologgal akar foglalkozni, jelenleg pedig a telefon a legfontosabb, amit sikerült működésre bírnia, ám nincs egyetlen befogható csatorna sem, mivel valami zavarja az adást, így nem tudnak segélykérést indítani. Közben megjelenik Kate, aki kérdezősködni kezd, hogy hol találták a rádiót. Sayid megígéri, hogy elmagyarázza az egészet, ha Kate hallgat róla.
A Fekete Sziklán Sawyer még mindig az ajtót ütlegeli, és sértegetve megparancsolja Locke-nak, hogy engedje ki. De John csak üldögél, és nyugodtan farigcsál. Hirtelen kinyílik egy ajtó, és megjelenik Danielle Rousseau. John megkérdezi, hogy mi járatban van a hajón, Danielle pedig azt feleli, hogy dinamitért jött, majd hallva Sawyer üvöltéseit, visszakérdez, hogy Locke mit csinál? A férfi nem válaszol, hanem rávilágít a dinamitokra, és figyelmezteti Rousseau-t, hogy vigyázzon velük, mert instabilak.
2 nappal ezelőtt: Locke a Többiek tábora melletti dombon üldögél, és leveszi a kötést a kezéről. Látja, hogy az apja harapása által keletkezett seb már teljesen begyógyult, nyoma sincs. Közben ránéz az apjára, aki még mindig kikötözve áll az oszlopnál. Ebben a pillanatban feltűnik Richard Alpert, és beszédbe elegyedik John-nal, először a Sziget természeti szépségéről. Majd bemutatkozik Locke-nak, és leül mellé. Richard felfedi beszélgetőtársának, hogy Ben csak zavarba akarta hozni őt, mivel tudta, hogy Locke nem tudja megölni az apját, így kiállította őket mindenki elé, hogy lássák, hogyan vall kudarcot. John visszakérdez, hogy miért? Richard erre azzal felel, hogy hallották, hogy volt egy ember a repülőn, aki törött gerinccel érkezett a Szigetre, és hirtelen ismét járni kezdett, ez pedig izgatottságot okozott az emberekben, mert ez csak egy rendkívül különleges emberrel történhet meg. És Ben nem akarja, hogy John-t bárki is különlegesnek higgye. Locke megkérdezi Richard-ot, hogy miért mondta ezt el neki. A férfi erre azzal válaszol, hogy Ben olyan dolgokra pazarolja az idejüket, mint például a termékenységi problémák. A Többiek ezért egy olyan embert keresnek, aki emlékezteti őket arra, hogy sokkal fontosabb okokból vannak a Szigeten. John visszakérdez, hogy mit akar tőle Richard? A férfi elmondja, hogy John-nak el kell érnie a célját, ehhez viszont az apjának meg kell halnia. És mivel tudja, hogy Locke ezt nem tudja megtenni, ajánl neki valaki mást. Richard átad egy aktát John-nak, aki ironikusan megkérdezi, hogy miért Sawyer-t javasolja, mikor ő nem is ismeri Cooper-t? Richard távozik, de közben válaszol John-nak, hogy olvassa tovább az aktát.
Sawyer még mindig ütlegeli az ajtót, és John-nak üvöltözik, de közben megelégelve Cooper nyögdöséseit, kirántja a szájából a rongyot, és csendre inti. Majd előveszi a pisztolyt, és az ajtóra céloz. Közli John-nal, hogy rá céloz, és 3 másodperce van, hogy kinyissa az ajtót, különben lőni fog. Locke higgadtan visszaszól, hogy nem lesz semmiféle lövöldözés. James számolni kezd, de John félbeszakítja, mivel tudja, hogy a pisztolyban nincs töltény, mert akkor Sawyer nem a kést nyomta volna a torkának. Cooper közli a férfivel, hogy nem hülyének nevelte John-t. James visszakérdez, hogy ezt hogy gondolja? Cooper elmondja, hogy John a fia. Sawyer meglepődik, és megkérdezi, hogy Cooper hogyan került a Szigetre? A férfi nevetségesnek tartja a „Sziget” elnevezést, de elmondja történetét, miszerint az I-10-esen utazott, Tallahassee-n keresztül, mikor valaki hátulról belerohant. 110 km/h-val ütközött a szalagkorláttal. A következő emléke az, hogy a mentők berakják a mentőautóba, az egyikük rámosolyog, és infúziót köt be. Aztán semmi, és felébred egy sötét szobában egy székhez kötözve, betömött szájjal, és meglátja John Locke-ot, a halottnak hitt fiát, akit kilökött egy 8. emeleti ablakból. Sawyer nem érti, hogy miért lenne halott, ha kilökte az ablakon? Cooper elmondja, hogy a zuhanást John túlélte, de véglegesen lebénult. Majd elmondja, hogy azért halott, mert a repülője az óceánba zuhant. James elmondja, hogy ő is ugyanazon a gépen volt, és Locke nem volt nyomorék, valamint nem az óceánba zuhantak, hanem a Szigetre. Cooper visszakérdez, hogy ez biztos egy sziget-e? Sawyer nem érti, de Cooper rávilágít, hogy mennyországnak egy kicsit meleg hely ez. James gúnyosan megjegyzi, hogy halottak, majd Cooper elmondja ugyanazokat a dolgokat, amiket Naomi is, és alátámasztja, hogy a Pokolban vannak, mert az szerinte lehetetlen, hogy egyik pillanatban még autót vezet, a másikban pedig a dzsungel közepén, egy hajóban ül. James megkérdezi, hogy miért lökte ki Locke-ot az ablakon. Cooper elmondja, hogy kezdett nyűggé válni, és elmeséli, hogy átverte, és ellopta a veséjét. Sawyer elgondolkodik az „átvertem” szón, és megkérdezi a férfit, hogy mi a neve? A férfi elkezdi sorolni őket, mivel egy szélhámos több név alatt fut: Alan Seward, Anthony Cooper, Ted Maclaren, Tom Sawyer, Louis Jackson, és még sorolná, de Sawyer félbeszakítja, azzal, hogy elismétli a Tom Sawyer nevet. A szélhámos elmagyarázza, hogy fiatal volt, és a Huck Finn már foglalt volt, és a nők imádták ezt a nevet. James megkérdezi, hogy mit szól ahhoz, hogy őt is Sawyer-nek hívják?
Tegnap történt: John felébred, és meglepődve látja, hogy a Többiek pakolnak. Megkérdezi Ben-t, hogy mi történik, erre Ben közli, hogy elköltöznek. John érdeklődik, hogy „hova megyünk”, de Ben közli, hogy „MI nem megyünk sehova”, mivel John-nak maradnia kell az apjával. Locke megkérdezi, hogy miért nem viszik Cooper-t is magukkal, erre Ben válaszolja, hogy ez Locke dolga lesz. John felteszi Ben-nek a kérdést, hogy miért akarja megszégyeníteni őt? Ben ezen felháborodik, mondván, ő nem akar senkit sem megszégyeníteni. John elmondja, hogy őt nem hagyhatják hátra, mire Ben azt feleli, hogy neki senki se mondja meg, mit tehet, s mit nem. Locke folytatja azzal, hogy azt hitte, hogy különleges. Ben gúnyosan megjegyzi, hogy mindenki követ el hibákat, majd búcsúzóul közli, hogy hagynak egy nyomot, amin John követheti őket, de ha nem az apja holttestével a vállán jön, akkor ne is pazarolja az erejét.
A hajón Locke még mindig vár a végeredményre. Cooper megkérdezi Sawyer-t, hogy mi a baja? A férfi visszakérdez, hogy Cooper volt-e valaha Jasperben, Alabamában? Cooper bevallja, hogy volt, és gúnyolódóan felteszi, hogy Sawyer azt akarja mondani, hogy ő az apja. De Sawyer nem emiatt kérdezte, hanem mert Cooper, álnevén Tom Sawyer „ölte meg” az apját. James odaadja a Sawyer-nek szóló még gyerekkorban írt levelét, és megparancsolja Cooper-nek, hogy olvassa el. El is olvassa az elejét, majd eszébe jut – és ezt meg is kérdezi – hogy James azért vette fel a Sawyer nevet, mert bosszút akart állni. James nem válaszol, hanem megparancsolja Cooper-nek, hogy olvassa tovább a levelet. De a férfi inkább ecsetelni kezdi, hogy hányszor vert át embereket. James elmondja, hogy az anyját Mary-nek hívták. Cooper már emlékszik a nőre, és gúnyolódni kezd. Azt mondja, hogy a nő könyörgött neki, hogy vigye el a 38.000 dollárját, és mentse ki a szánalmas életéből. James megismétli eddigi felszólításait, miszerint Cooper olvassa tovább a levelet. De a férfi ismét kitér, és azt mondja, hogy ő csak a pénzt vitte el, arról nem tehet, hogy James apja túlreagálta a dolgot, és megölte a feleségét, majd önmagát. De hozzáteszi, ismét gúnyosan, hogy biztos Mr. Ford is a Szigeten, azaz a saját véleménye szerint a Pokolban van, és vele kell megbeszélni ezt a dolgot. James már kifordult magából, és ráüvölt Cooper-re, hogy olvassa végig a levelet. De a férfi széttépi a papírt, és ezzel végleg betelt a pohár James-nél. Nekiront a szülei gyilkosának, majd a láncot, amivel John kiláncolta, a nyaka köré tekeri, és megfojtja őt. Miután Cooper a földre borult, John kinyitja az ajtót, végignéz a két Sawyer-en, majd megköszöni James-nek, hogy megtette helyette.
A parton Jack Juliet-tel eszik, és közben beszélgetnek. Majd megjelenik Kate, és közli, hogy négyszemközt beszélni akar a férfivel. Jack visszatartja Juliet-et, mondván hogy Kate neki is elmondhatja azt, amit neki akar. Kate végül beleegyezik, mert Juliet miatt van az egész. Majd elmondja, hogy a nő miatt nem merik elmondani Jack-nek, hogy találtak egy nőt, aki a Szigetre katapultált, és most Hurley sátrában van. Elmondja azt is, hogy van egy hajó kb. 80 mérföldre, és ha sikerül kapcsolatba lépni velük, akkor megmenekülnek. Jack megkérdezi, hogy ő miért nem tud erről. Kate elismétli, hogy azért, mert nem bíznak benne. Jack és Juliet összenéznek, majd a férfi megkérdezi, hogyan akarnak kapcsolatba lépni a hajóval. Kate kiböki, hogy egy rádiótelefonnal. Jack és Juliet ismét összenéznek, majd a nő megszólal, hogy el kell Kate-nek mondaniuk. Jack szerint még nincs itt az ideje, majd mikor Kate megkérdezi, hogy mit kell elmondaniuk neki, Jack ismét azt mondja, hogy még nem.
Sawyer kirohan a hajóról, mert hányinger fogta el. John közli vele, hogy most már visszamehet a partra. James megkérdezi, hogy miért kellett ezt tennie? Locke elmondja, hogy Cooper mindkettőjük életét tönkretette, és megérdemelte a történteket. Majd elmondja, hogy Juliet egy tégla, és beavatja James-t Ben terveibe, azaz, hogy elrabolják a terhes nőket, és hogy mindez 3 nap múlva fog történni. Sawyer megkérdezi, hogy John miért mondta el ezeket. John azt mondja, azért, hogy James figyelmeztetni tudja a túlélőket, de a férfi azt akarja, hogy Locke mondja el nekik. De Locke nem megy vissza, és Sawyer szóvá is teszi, hogy beépülve visszamegy a Többiek közé. Erre John azzal felel, hogy nem volt beépülve, hanem már a saját útját járja. James szerint nem fogják neki elhinni, hogy Juliet tégla, hiszen már a felbukkanása óta ezt hajtogatja. Ezért John odaadja Sawyer-nek azt a szalagot, amit Juliet vett fel az orvosi bunkerben. John éppen indulna, de James még megkérdezi, hogy tényleg béna volt-e? Locke azt feleli, hogy már nem. Majd elmegy, a vállára veszi apjának holttestét, és elindul a Többiekhez.
|  | Itt a vége a cselekmény részletezésének! |